# Іван Базилевич
Іван Базилевич — український селянин, посол до Галицького сейму 2-ї каденції в 1867—1869 роках. Вибраний від 4-ї курії, Перемишльського крейсу, виборчого округу № 17 (Яворів і Краковець). Походив із села Сад.